# José Luccioni (Tenor)

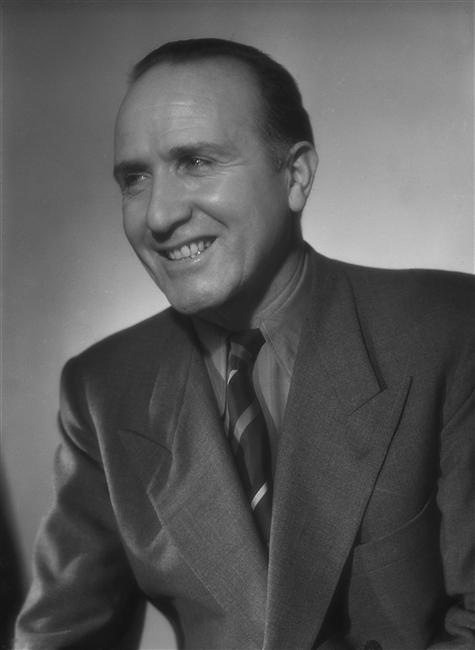
José Luccioni im Jahr 1947 (Fotostudio Harcourt)

José Luccioni, eigentlich Joseph Luccioni, (* 14. Oktober 1903 in Bastia; † 5. Oktober 1978 in Marseille) war ein französischer Operntenor. Als Mitglied der Pariser Operntruppe war er einer der großen Tenöre der Zwischenkriegszeit.

## Leben
Er arbeitete als Mechaniker und Fahrer bei Citroën. Während seines Militärdienstes wurden ihm seine stimmlichen Qualitäten bewusst.
Er studierte Gesang bei Léon David und Léon Escalaïs in Paris. Sein Bühnendebüt gab er 1931 an der Oper von Rouen in Tosca (Cavaradossi). Seine dramatische Tenorstimme öffnete ihm sofort die Türen zur Pariser Oper, wo er jedoch nur eine Saison blieb. Am 18. November 1933 wechselte er zur Opéra-Comique, wo er Don José in Carmen sang, eine Rolle, die er 1935 im Covent Garden in London neben Conchita Supervía wiederholte und die er im Laufe seiner Karriere mehr als 500 Mal singen sollte. Noch an der Opéra-Comique kreierte er 1936 die Titelrolle von Cyrano de Bergeracs Franco Alfano und sang die Hauptrollen des Repertoires: Werther (Titelrolle), Pagliacci (Canio), Tosca (Cavaradossi), La Bohème (Rodolfo), Cavalleria rusticana (Turridu), Otello (Titelrolle), Esclarmonde (Roland) usw.
Seine Karriere wurde schnell international: Er trat an der Oper von Monte Carlo auf, wo er Boris Godunow mit Fjodor Schaljapin sang, in Italien, insbesondere an der Oper von Rom und der Arena von Verona, in Spanien (Liceu in Barcelona), in Argentinien (Teatro Colón in Buenos Aires) und in den Vereinigten Staaten (Chicago Opera).
Nach dem Zweiten Weltkrieg trat er in mehreren Filmen auf und übernahm anschließend die Leitung der Oper von Nizza.
Er ist der Patriarch einer Künstlerlinie: Sein Sohn Jacques Luccioni (* 25. Januar 1930 in Paris) begann ebenfalls 1956 als Tenor an der Opéra-Comique in der Rolle des Don José, bevor er sich Anfang der 1960er Jahre dem Bariton-Repertoire zuwandte (Danilo in Die lustige Witwe am Théâtre du Châtelet an der Seite seiner zweiten Frau Géori Boué), um anschließend in die Leitung und Führung einer Truppe (Centre lyrique populaire de France) zu wechseln. Sein Enkel José Luccioni (Sohn von Jacques und der Schauspielerin Micheline Luccioni) ist Schauspieler, ebenso wie seine Urenkelin Olivia Luccioni.

## Filmographie
- 1946: Noël
- 1948: Colomba
- 1949: Le Bout de la route